# Грибной суп
Грибной суп — суп, основным ингредиентом которого являются грибы. Грибы могут быть использованы свежие, солёные, сушёные и маринованные. Грибной суп является традиционным для европейской кухни.
Для приготовления грибного супа обычно используют овощной бульон, молоко или сливки. Встречаются также варианты с мясным бульоном или супы, приготовленные с добавлением мяса или мясных продуктов (например, бекона).
В грибной суп можно положить различные овощи (картофель, корнеплоды, лук, сельдерей), крупы (рис, перловку), мелкие макаронные изделия, зелень. В азиатские грибные супы добавляют типичные для региона специи — имбирь, соевый соус, рыбный соус.
Супы из сливок и грибов намного старше консервированных. Старинные итальянские (Salsa colla) и французские (Béchamel) сливочные соусы и супы на их основе готовятся многие сотни лет. Как правило, а Европе основой служат шампиньоны, лисички или белые грибы, в том числе смешанные, собранные по сезону, например зонтики, луговые грибы и др.
Существует множество рецептов приготовления такого супа. Обычно мелко нарезанные свежие (или вымоченные сушеные) грибы с нарезанным луком и, возможно, немного чеснока на сливочном масле протирают до тех пор, пока не выйдет жидкость, в которую вливают бульон (иногда с добавлением белого вина), все осторожно готовят и, наконец, добавив сливки, дают загустеть. Обычные специи — помимо соли и перца — петрушка, тимьян, лавровый лист и мускатный орех, а также немного лимонного сока.
В Баварии грибной суп обычно подают в виде супа из свежих лисичек со сливками, сухарями или кнедликами.
Грибной суп или грибной крем-суп (Velouté de champignons de Paris) — суп со сливками и яичным желтком, приготовленный из легкого бульона и грибного бульона с вставкой из кусочков грибов, приготовленных на пару.
Русская грибная солянка — это рагу из белокочанной капусты, грибов и других ингредиентов.
В Америке компания Campbell Soup Company начала выпуск своего известного «Грибного крем-супа» в 1934 году, в том же году, когда она представила «Цыпленок с лапшой». Консервированный крем-суп из грибов был описан как «американский бешамель». В Миннесоте этот ингредиент часто называют «лютеранским связующим», ссылаясь на его загустевающие свойства и его выдающееся место в горячих рецептах, особенно в поваренных книгах лютеранской церкви.